# Carl August Bolle
Carl August Bolle (21. listopadu 1821 Schöneberg – 17. února 1909 Berlín) byl německý přírodovědec a sběratel.
Narodil se v bohaté pivovarnické rodině. Studoval medicínu a přírodní vědy v Berlíně a Bonnu. Navštívil Kapverdy a Kanárské ostrovy roku 1852 a 1856. Roku 1857 napsal dílo Meiner zweiter Beitrage zur Vogelkunde der Canarischen Inseln.
Bolle byl jedním ze zakládajících členů Deutsche Ornithologen-Gesellschaft (Německé ornitologické společnosti), která vznikla roku 1867. Jejím předsedou se stal roku 1884 (po Alfredu Brehmovi).
Frederick DuCane Godman po něm pojmenoval holuba Columba bollii, žijícího na Kanárských ostrovech.